# Cầu Alma
Cầu Alma (tiếng Pháp: Pont de l'Alma) là một cây cầu bắc qua sông Seine thuộc Paris, Pháp. Được đặt tên theo trận Alma trong Chiến tranh vùng Crimea (1854), cây cầu này nối liền Đại lộ George V với kè Branly.
| Métro Paris | Bến tàu điện ngầm: Alma - Marceau |

## Lịch sử
Cầu Alma được xây dựng lần đầu từ năm 1854 (ngay sau chiến thắng của liên quân Pháp - Anh tại trận Alma) và hoàn thành năm 1856 dưới sự giám sát của Gariel. Cầu được Napoléon III cắt băng khánh thành ngày 2 tháng 4 năm 1856. Điểm nhấn của chiếc cầu là 4 bức tượng trang trí ở các trụ cầu: một lính zouave, một lính grenadier (tác phẩm của Georges Diebolt), một lính bộ binh và một lính pháo binh (tác phẩm của Arnaud. 4 bức tượng này tượng trưng cho 4 trung đoàn đã chiến đấu dũng cảm trong Chiến tranh vùng Crimea. Bức tượng người lính zouave còn được sử dụng để đo mực nước sông Seine. Khi mực nước sông Seine dâng đến chân tượng thì đường sông được đóng trên diện rộng, còn khi nước sông dâng đến đùi của bức tượng thì việc giao thông trên sông Seine phải ngừng hoàn toàn. Trong lịch sử người ta đã ghi nhận vào năm 1910 nước sông Seine đã dâng tới tận vai của bức tượng.
Từ năm 1970 đến năm 1974, cầu Alma được xây mới hoàn toàn, bức tượng lính bộ binh được chuyển về rừng Vincennes, tượng lính grenadier được chuyển về Dijon còn tượng lính pháo binh được chuyển về La Fère thuộc Aisne. Chỉ còn duy nhất bức tượng người lính zouave được giữ lại nhưng chuyển lên vị trí cao hơn và mất đi ý nghĩa dự báo mực nước sông Seine. Năm 1987 tuần báo International Herald Tribune đã trao tặng cho chính quyền Paris tác phẩm điêu khắc Ngọn lửa Tự do (Flamme de la Liberté) phỏng theo ngọn lửa của Tượng Nữ thần Tự do, tác phẩm này để kỷ niệm tình hữu nghị Pháp - Hoa Kỳ và cảm ơn việc Pháp đã tham gia trùng tu bức tượng.
Ngày 31 tháng 8 năm 1997, chiếc xe của Công nương Diana và bạn trai Dodi Al-Fayed đã gặp tai nạn tại đường hầm của Alma, tức là đoạn nối giữa cầu và quảng trường Alma, tai nạn thảm khốc này đã dẫn tới cái chết của cả Công nương và Al-Fayed. Sau sự kiện này, Ngọn lửa Tự do đã trở thành nơi những người yêu quý Công nương Diana đến tưởng niệm (đài tưởng niệm chính thức của Công nương nằm trong khu vườn của khu Le Marais).

## Hình ảnh

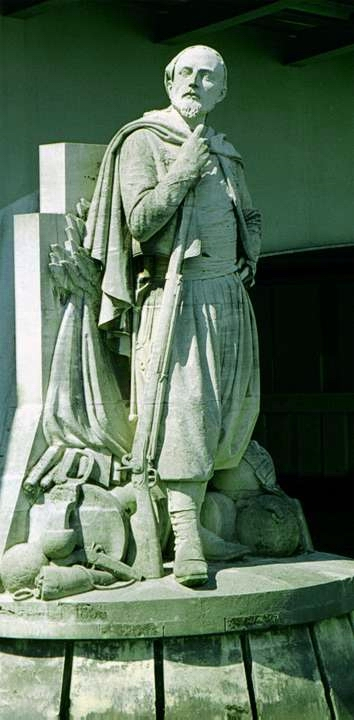
Bức tượng người lính zouave
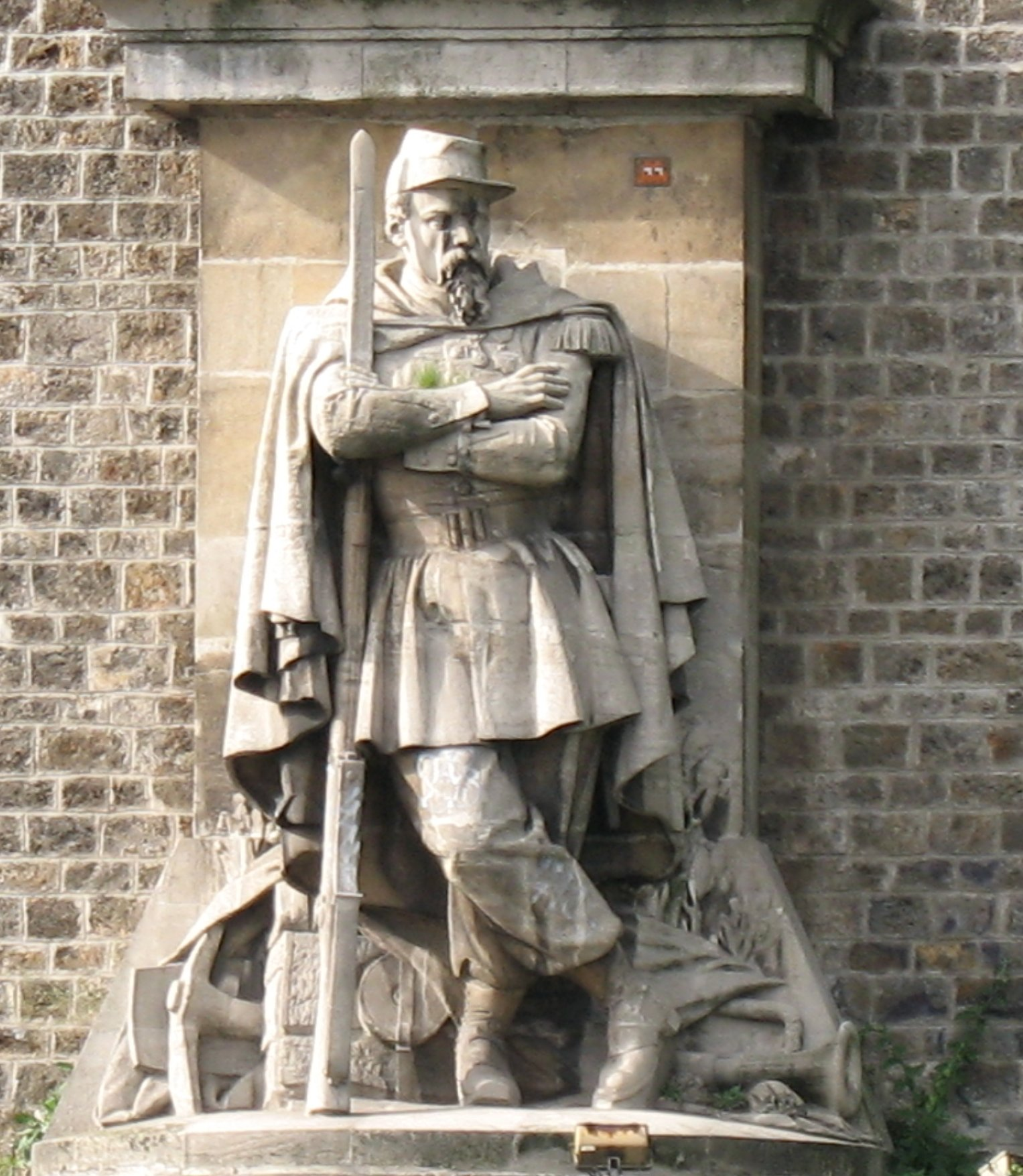
Tượng lính bộ binh
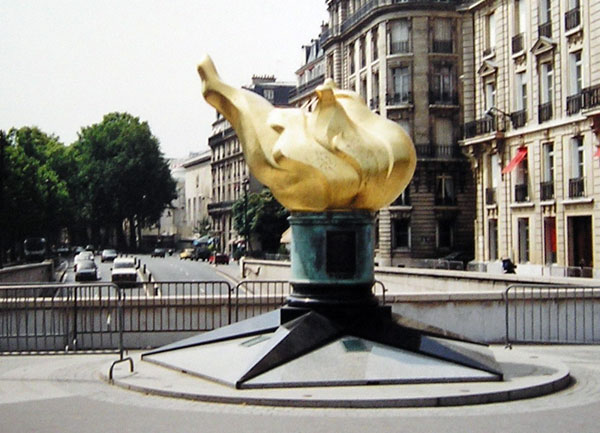
Tác phẩm điêu khắc Ngọn lửa Tự do
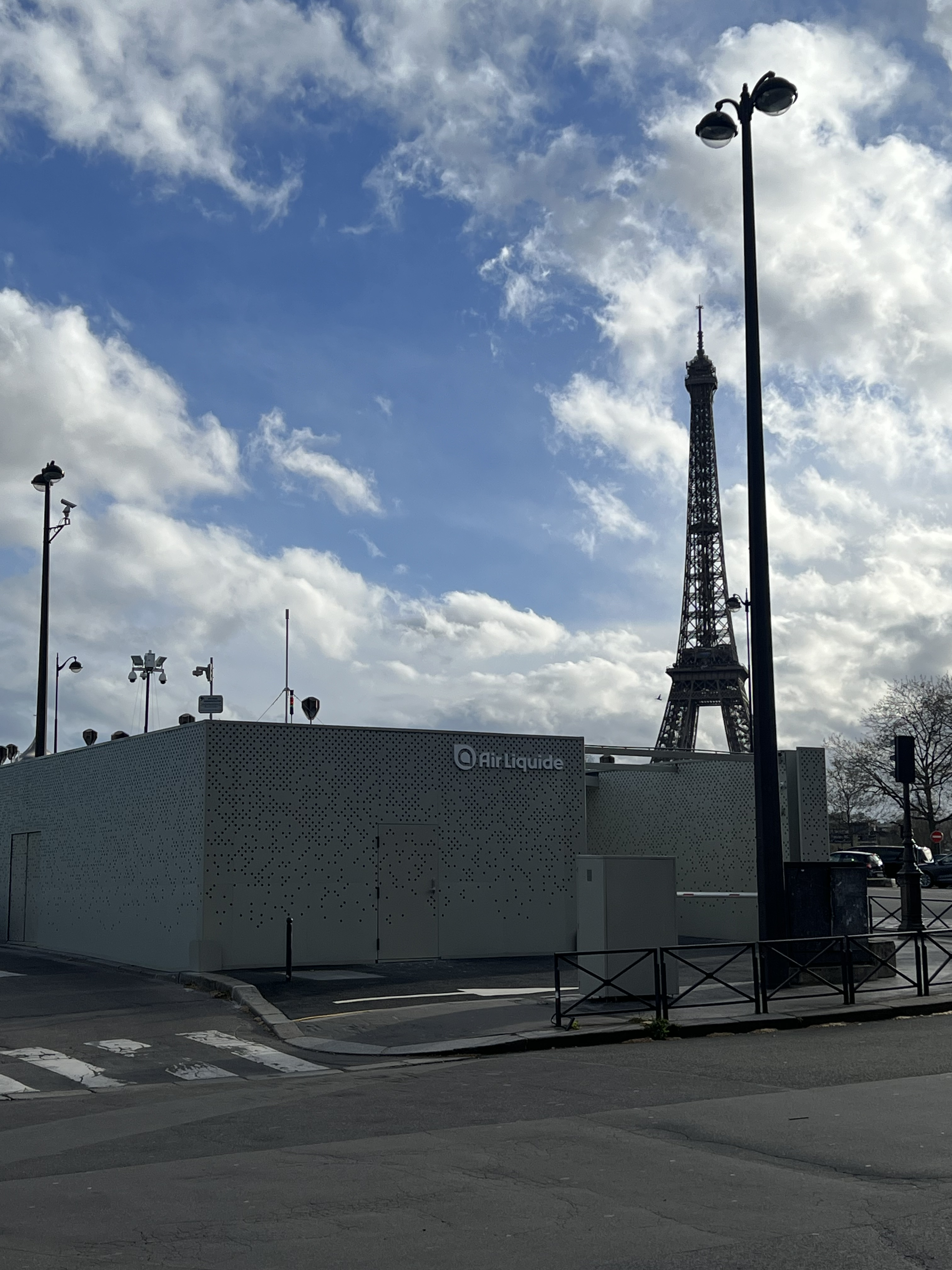
Trạm hydro Air Liquide tại Pont de l'Alma